# Tom Gneiting
Reese Thomas Gneiting, (nacido el 18 de febrero de 1964 en Idaho Falls, Idaho) es un exjugador de baloncesto estadounidense. Con 2.07 de estatura, su puesto natural en la cancha era el de pívot. 

## Trayectoria
- Universidad Brigham Young (1986-1987)
- Salesianos Las Palmas (1987-1988)
- Rapid City Thrillers (1988-1989)
- Tenerife N.º 1 (1988-1989)
- CB Guadalajara (1989-1990)
- Caja Bilbao (1989-1990)
- CB Murcia (1990-1991)
- CB Ciudad de Huelva (1991-1992)
- FC Barcelona (1992-1993)
- Galatasaray (1993-1994)
- CB Guadalajara (1993-1995)